# Janko Polić Kamov
Janko Polić-Kamov (ur. 17 listopada 1886 w Rijece, zm. 8 sierpnia 1910 w Barcelonie) – chorwacki poeta, prozaik i dramaturg. Jeden z głównych przedstawicieli chorwackiej awangardy.
Pisał erotyki, dramaty, eksperymentalne opowiadania i powieści. Debiutuje w 1903 roku w czasopiśmie Novi List. W 1907 swoim nakładem wydaje dwa tomiki poezji - Ištipana hartija oraz Psovka, a także dwa dramaty - Tragedija mozgova, Na rođenoj grudi. Jego najważniejszym dziełem jest powieść Isušena Kaljuža napisana w latach 1907-1909 (wydana dopiero w 1957). Łączy ona w sobie elementy prozy modernistycznej, skrajnie naturalistycznej oraz awangardowej. W końcowych fragmentach utworu zbliża się do poetyki ekspresjonistycznej. 
Za życia krytykowany za manifestowany brak szacunku dla mieszczańskich konwencji, anarchizm oraz skłonność do turpizmu. Po śmierci kilka jego wierszy włączono do antologii Hrvatska Mlada Lirika (1914), będącej podsumowaniem dorobku drugiego pokolenia chorwackich modernistów.

## Twórczość
Poezja
- Ištipana hartija (1907),
- Psovka (1907),

Proza
- Isušena kaljuža (1907-1909, wyd. 1957)

Dramaty
- Tragedija mozgova(1907)
- Na rođenoj grudi (1907)
- Orgije monaha,
- Djevica,
- Mamino srce
- Čovječanstvo,